# Svadba Kretsjinskogo
Svadba Kretsjinskogo (Russisch: Свадьба Кречинского) is een russische film uit 1908 van regisseur Aleksandr Drankov.

## Verhaal
De film is gebaseerd op het tweede bedrijf van het toneelstuk van Aleksandr Soechovo-Kobylin, gebaseerd op de mise-en-scenes van het Alexandria Theater.

## Rolverdeling
| Acteur           | Personage  |
| ---------------- | ---------- |
| Vladimir Davydov | Rasplyuyev |
| V. Garlin        | Fyodor     |
| A. Novinsky      | Krechinsky |